# Nesytka rybízová
Nesytka rybízová (Synanthedon tipuliformis) je motýl z čeledi nesytkovití. Je výrazným škůdcem rybízu, angreštu a josty.

## Popis
Jde o drobnější hmyz. Tělíčko, dlouhé 9–10 mm, je tmavě zbarvené, křídla jsou průhledná, s šupinkami a tmavými žilkami. Rozpětí křídel dosahuje 1,6–1,8 cm. Na zadečku jsou tři žluté příčné pruhy; na zádech dva podélné pruhy.

### Housenka

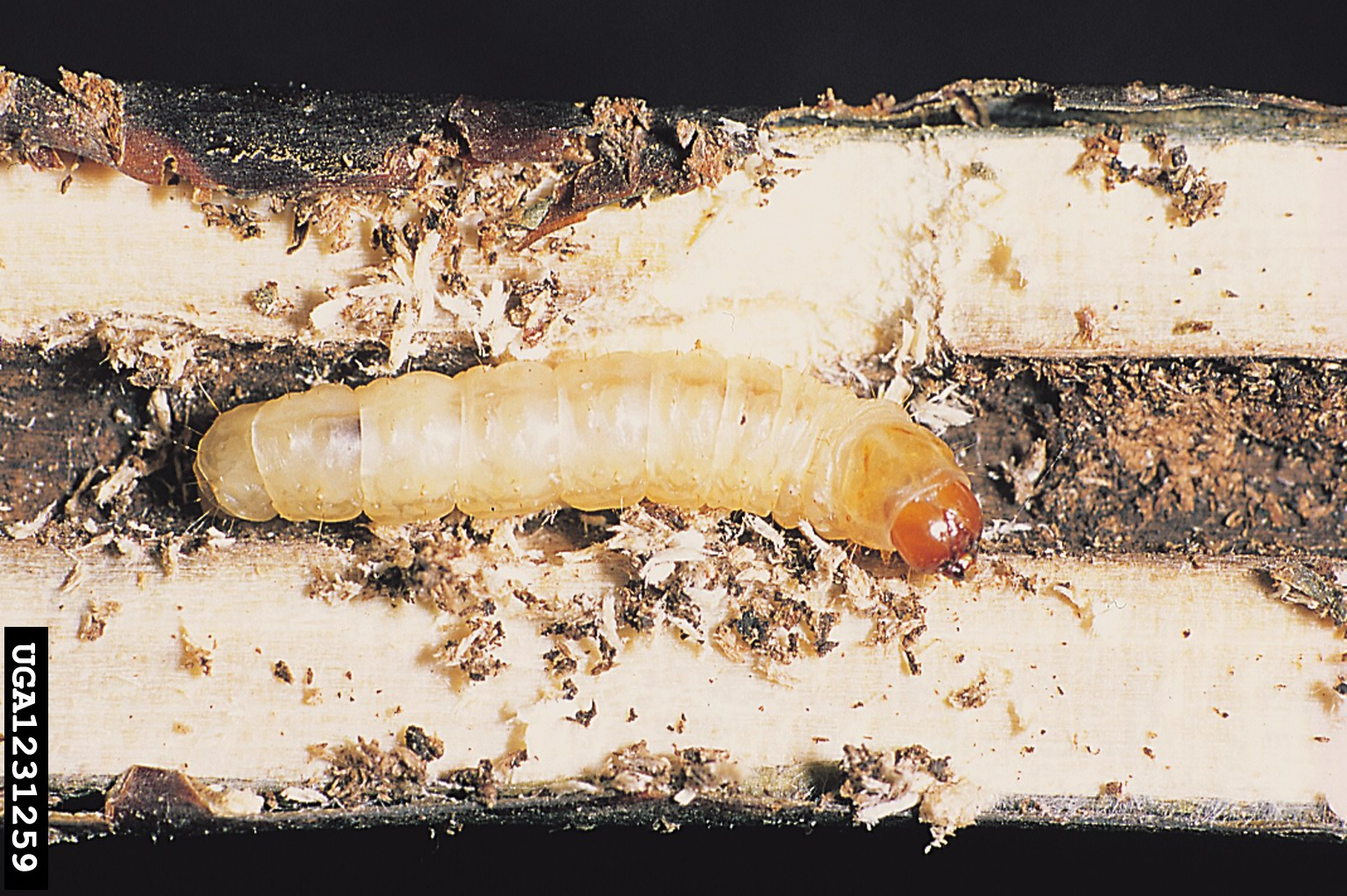
Housenka nesytky rybízové

Housenky, dlouhé 7–8 mm, mají bělavou barvu s tmavší hřbetovou čárou. Hlavička je hnědá. Nesytka přezimuje ve stadiu housenky uvnitř větví, ve kterých si tuneluje cestičku a vytváří výletový otvor. Během zimy je její aktivita přerušena a pokračuje až na jaře. Po dokončení chodby přechází nesytka do stadia kukly, to trvá obvykle 14 dní.

### Motýl
Nesytka rybízová je jednogenerační a létá od června do srpna. Nejvíce motýlů se líhne v druhé polovině června. Vylétají pouze za dne a jejich aktivita je úzce spojena s teplotou a slunečními podmínkami. V noci jsou ukryty v keřích hostitelské rostliny. Dospělá fáze nesytky rybízové je poměrně krátká. Obvykle trvá 5–7 dní, v ojedinělých případech (za studeného deštivého počasí) 16 dnů. Nesytky se ihned po vykuklení páří. Samice kladou svá vajíčka jednotlivě na horní části keřů.

## Rozšíření

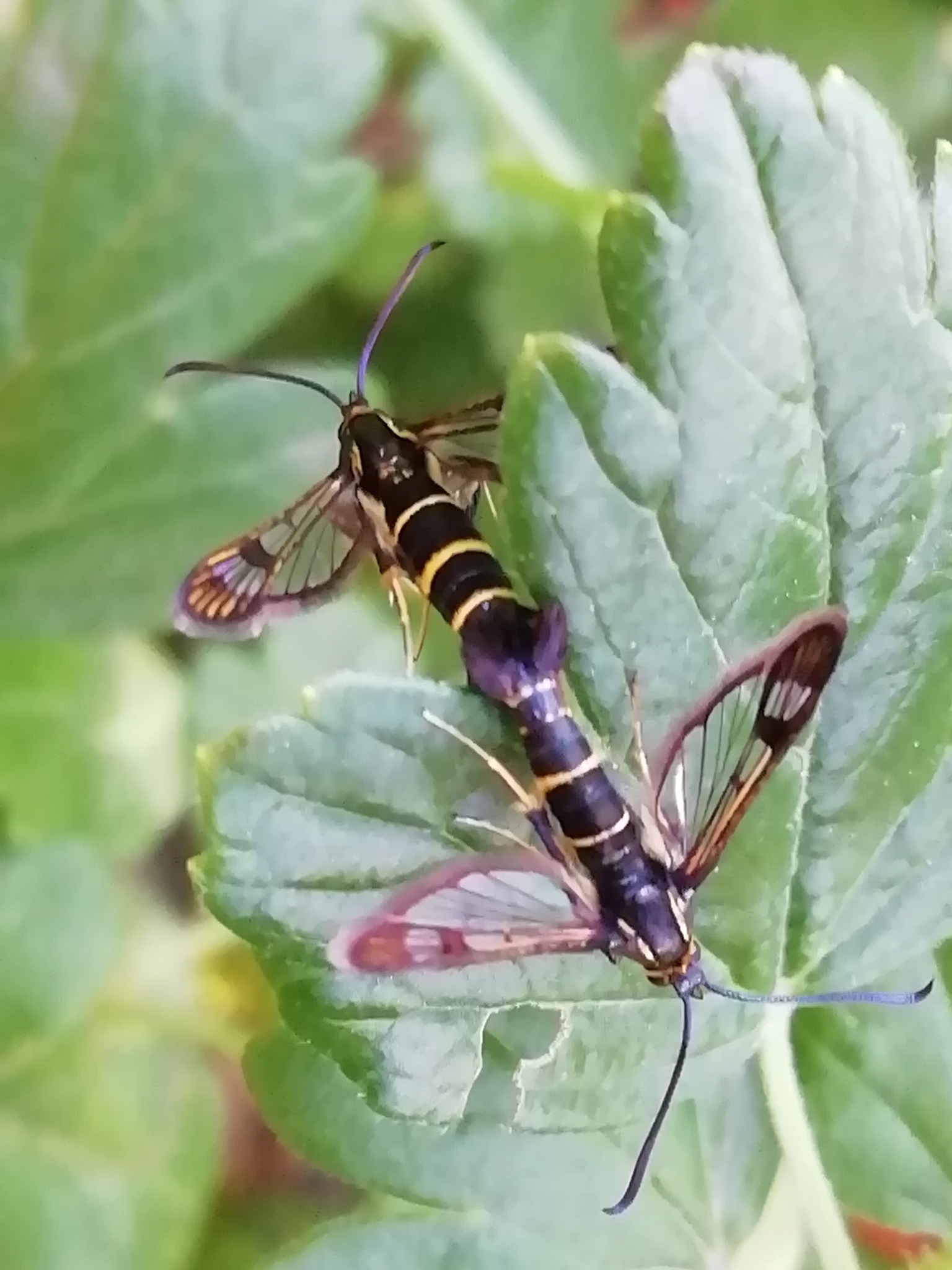
Pařící se pár nesytek rybízových

Nesytku rybízová je hojně rozšířena téměř po celé Evropě, výjimkou je severní Skandinávie. Tento motýl je úzce provázaný se svými hostitelskými rostlinami. Nejčastěji ho tedy najdeme v zahrádkách a ovocnářstvích.

## Ekologie
Je považována za významného škůdce rybízu (červeného i černého), angreštu a josty. Housenky vyžírají střední část větviček a dělají si v nich dlouhé chodbičky. Často tak dochází k podstatné ztrátě úrody a uhynutí části keře. Napadení keře lze poznat podle předčasně dozrávajících plodů, uvadající části rostliny, nebo nezvykle světlých listů.